# Affaire Ophélie Bretnacher

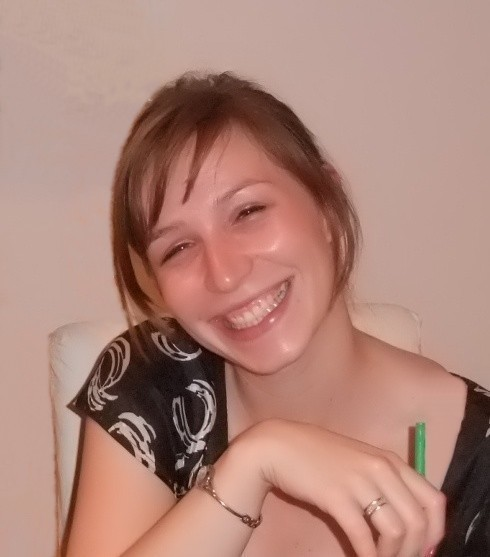
Ophélie Bretnacher en juin 2008.

Le texte peut changer fréquemment, n’est peut-être pas à jour et peut manquer de recul. 
Le titre et la description de l'acte concerné reposent sur la qualification juridique retenue lors de la rédaction de l'article et peuvent évoluer en même temps que celle-ci.
L'affaire Ophélie Bretnacher concerne une Française (Ophélie Bretnacher) disparue en Hongrie en 2008 et dont le corps a été retrouvé deux mois plus tard.

## Disparition le 4 décembre 2008
Ophélie Bretnacher, étudiante française à Sup de Co Reims, disparait à Budapest le 4 décembre 2008 vers 3 heures du matin. Elle participait au programme européen d'échanges universitaires Erasmus.
À partir de la sortie d'une boite de nuit, le « Portside of Cuba », des caméras de vidéo-surveillance de la ville la suivent une partie de son trajet jusqu'à Roosevelt tér. Aux environs de Deák Ferenc tér, elle semble accélérer le pas et changer d'itinéraire après avoir croisé un taxi et un piéton qui se mettent en mouvement après son passage.
Son sac et son téléphone portable sont retrouvés sur le Széchenyi Lánchíd (« pont des chaînes ») vers 3 h 30 du matin par des étudiants italiens.
Dans ce cas très particulier, les enquêteurs peuvent disposer d'images vidéo de la victime, dans les dernières secondes avant sa disparition.

## Mobilisation pour retrouver Ophélie
Une mobilisation étudiante sans précédent est organisée par ses amis et sa famille sur Internet, afin de la retrouver, notamment sur Facebook où plusieurs groupes rassemblent au moment de sa disparition près de 60 000 personnes.
C'est aussi l'un des premiers cas où les internautes de Facebook mènent eux-mêmes l'enquête, en étudiant les vidéos. Ces recherches sont reprises par les journalistes qui annoncent des compléments d'interrogatoires sur place, qui restent finalement sans suites.
Une enquête administrative est d'abord ouverte en Hongrie et la famille d'Ophélie Bretnacher met plus d'un mois à obtenir que la disparition d'Ophélie soit qualifiée d'« inquiétante ». Elle dépose une plainte en Hongrie le 30 décembre 2008, puis en France, et demande plus de coopération entre les polices des deux pays.
Le 11 janvier 2009, plusieurs centaines de personnes défilent silencieusement, en une marche blanche, à partir du Champ-de-Mars pour demander une implication de l'État français.
Catherine Vautrin, députée de la Marne, évoque la disparition d'Ophélie à l'Assemblée nationale,.
Des reportages télévisés sont consacrés à Ophélie, à des heures de grande écoute, sur les principales chaînes télévisées françaises (TF1, France 2, France 3, M6…).
Une pétition au Président de la République française, pour appuyer la demande d'implication de l'État, est mise en ligne sur un site spécialisé dès le 12 décembre 2008. Elle réunit plus de 10 000 signatures.

## Découverte du corps le 12 février 2009 et premières conclusions
Le corps d'Ophélie est découvert à Csepel, le 12 février 2009, près d'une station de traitement des eaux usées du Danube. Elle est probablement morte par noyade. Les conclusions du médecin légiste, qui n'a constaté « aucun signe d'agression ou d'acte criminel sur le corps », ont été retransmises par la police, qui a communiqué que le drame résultait vraisemblablement d'un accident ou d'un suicide,.
Malgré les premières conclusions, l'homicide ne peut être écarté, du fait de la présence d'un hématome sur le corps d'Ophélie et de nombreuses zones d'ombre dans l'enquête.
La famille de la victime, qui a attendu le rapatriement de son corps pendant plus d'un mois, l'enterre en Lorraine.

## Point sur l'enquête et hommage de ses amis tous les ans

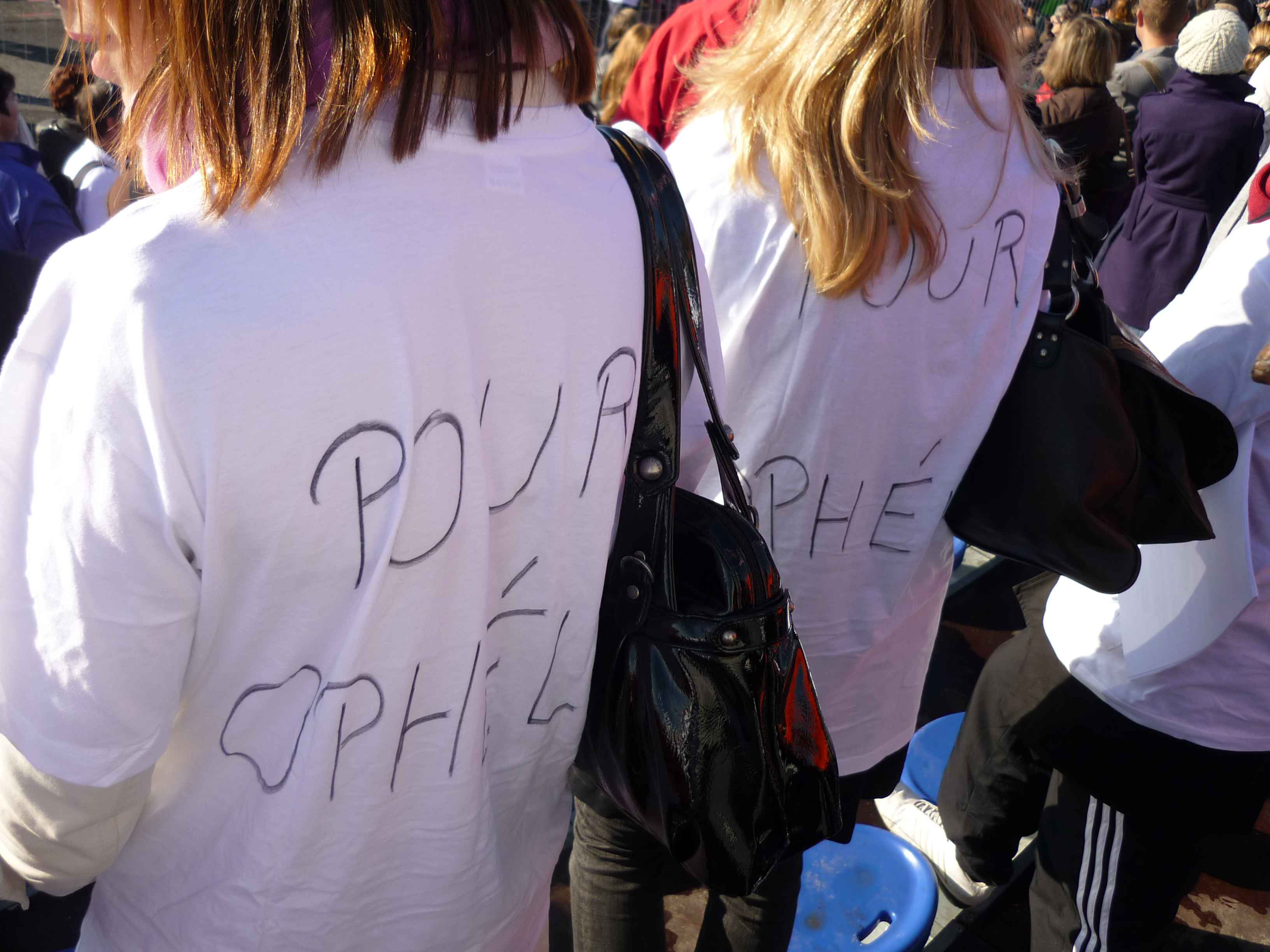
Hommage lors de « Reims à toutes jambes ».

Ophélie était une grande sportive qui nageait parfaitement, en compétition. Elle pratiquait la natation synchronisée, la randonnée en montagne et s'entraînait pour le marathon. Presque un an après sa disparition, le 18 octobre 2009, ses amis organisent alors un hommage lors de la course « Reims à toutes jambes » afin de souligner les omissions de l'enquête et de demander des réponses à leurs questions. Un reportage télévisé leur est consacré. Il n'est pas diffusé. 
Fin 2009, les éléments de l'enquête, en particulier l'analyse des diatomées chez Ophélie et dans le Danube, n'ont toujours pas été transmis par la Hongrie.
Le 4 décembre 2009, un an après sa disparition, ses amis se mobilisent à nouveau sur Internet pour la deuxième année consécutive, et une journaliste écrit un article récapitulatif sur la disparition.
Fin 2010, deux ans après sa disparition, les groupes Facebook consacrés à Ophélie réunissent toujours plus de 45 000 personnes et, le 4 décembre, ses amis organisent à nouveau une mobilisation sur internet et annoncent : 
« Nous créerons un événement pour Ophélie, tous les ans, jusqu'à ce que toute la lumière soit faite sur sa disparition et sa mort, jusqu'à ce que justice soit rendue ! »

## L'affaire européenne
Ophélie Bretnacher a disparu 2 mois et demi après Eva Rhodes en Hongrie,. Leurs familles envisagent d'adresser une plainte auprès de l’Union européenne. D'après le correspondant de l'AFP en Hongrie, ces deux affaires ont été pour lui l'aspect le plus difficile de son métier de journaliste parce que « À cause de l’AFP, on est obligé de poser des questions douloureuses que, personnellement, on préférerait se garder de poser ».
Début 2010, les éléments de l'enquête n'ont toujours pas été transmis par la Hongrie.
La bonne coopération policière et judiciaire des pays membres de l'Union européenne est précisée dans le traité de Lisbonne applicable au 1er décembre 2009, ainsi que dans la Charte des droits fondamentaux de l'Union européenne.

## L'affaire criminelle
En février 2010, la famille et le compagnon d'Ophélie se constituent partie civile et déposent une nouvelle plainte pour meurtre,,.
En mars 2010, une information judiciaire est ouverte à Paris, pour enlèvement, séquestration, suivis de meurtre.
Pendant des années, un petit groupe de mères de famille, une éducatrice spécialisée, une cadre supérieure de banque et un médecin soutiennent la famille.

## Nouvelle disparition au même endroit en 2013
Le 1er janvier 2013 vers 2 heures, un étudiant en médecine anglais, de 23 ans, Daniel Glicksten, disparait exactement au même endroit, surveillé par les mêmes caméras, à sa sortie du Ötkert bar,.

## Les invraisemblances qui persistent toujours
Deux ans après la disparition, le 4 décembre 2010, Me William Bourdon estimait que « l'enquête avance », bien que :
- tous les documents demandés ne soient pas revenus. L'article souligne aussi les points qui suivent ;
- les analyses des diatomées qui permettraient de connaitre avec exactitude le lieu du décès étaient manquantes ;
- les bornes téléphoniques sur le trajet d'Ophélie n'ont toujours pas été exploitées ;
- certains témoignages (comme celui du promeneur qui a entendu des cris de femme à l'heure de la disparition à proximité du lieu où son sac a été retrouvé) n'ont pas été approfondis ;
- et surtout que le corps d'Ophélie a été retrouvé dans un lieu situé à contre-courant, et qu'il est impossible qu'il y ait dérivé à partir du pont des Chaines[29].

## En 2014, l'enquête est close en Hongrie
Le 9 avril 2014, l'enquête est close en Hongrie car « il n'aurait pas été mis en évidence d'infraction ».